# Герб Одеміри
Ге́рб Одемі́ри — офіційний символ містечка Одеміра, Португалія. Використовується як територіальний герб. У чорному щиті срібна балка, в якій у ряд стоять два зелені коркові дуби з золотими жолудями, чорним коренищем і гілками. Облуплені стовбури дубів червоні. У главі щита срібна вежа з червоними вікнами і брамою. Обабіч неї два пучки із трьох золотих пшеничних колосків із зеленим листям, перев'язані в основі червоними стрічками. Внизу щит перетятий трьома хвилястими смугами — широкою синьою і двома срібними. У синій смузі три срібні риби, які пливуть ліворуч. Щит увінчує срібна мурована містечкова корона з чотирма вежами.  Під щитом біла стрічка, на якій великими літерами напис португальською: «vila de Odemira» (містечко Одеміра).  Офіційно затверджений 25 листопада 1935 року.  

## Галерея

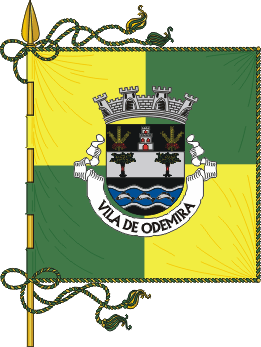
Прапор